# Пэлжидийн Гэндэн
Пэлжидийн Гэндэн (монг. Пэлжидийн Гэндэн, другие варианты передачи имени: Гендун Боточи, Бутач Генден; 1892, Внешняя Монголия, Сайн-нойон-ханский аймак, Уйзэн-ванский хошун — 26 ноября 1937, Москва) — монгольский политический деятель коммунистического толка, 2-й глава государства (Председатель Малого Государственного Хурала, 29 ноября 1924 — 15 ноября 1927) и 9-й премьер-министр МНР (председатель Совета министров, 2 июля 1932 — 2 марта 1936).

## Биография
Родился в 1892 году в хошуне Уйзэн-вана Сайн-нойон-ханского аймака (современный сомон Тарагт аймака Уверхангай) в семье скотоводов.
П. Гэндэн вступил в Монгольский революционный союз молодёжи в 1922 году. В 1924 году был делегатом первой сессии Великого государственного хурала в Улан-Баторе, где его заметил премьер-министр Балингийн Цэрэндорж. По совету последнего Гэндэн был назначен председателем Президиума Малого государственного хурала МНР (то есть формальным главой государства). Эту должность он занимал с 29 ноября 1924 по 15 ноября 1927 года, параллельно возглавляя Центральное бюро Монгольских профессиональных союзов.
Секретарь ЦК Монгольской народно-революционной партии (1928—1932). Выступал за проведение радикальной экономической политики в МНР (ускоренная коллективизация, запрет частных предприятий и частной торговли, экспроприация собственности знати) в 1928—1932 годах. Этот курс столкнулся с вооружённым сопротивлением (восстание монастыря Тугсбуянт, Хубсугульское восстание) и был в итоге осуждён как «ультралевый».
Назначен на должность премьер-министра после гибели предшественника Цэнгэлтийна Жигжиджава, репрессированного за «левый уклон». Выживший во время этой чистки (и сам санкционировавший дело Лхумбэ) Гэндэн повёл более умеренную политику, напоминавшую НЭП в СССР, однако одновременно возражал против размещения советских войск в МНР.
Помимо этого, Гэндэн, почитавший Будду наряду с Лениным как одного из «величайших гениев Земли», препятствовал репрессиям против буддийского духовенства.
Пощёчина Сталину
В декабре 1935 года Гэндэна привезли в Москву, где Сталин обвинил его в невыполнении своих указаний. Вскоре после этого, на приёме в посольстве Монголии сильно выпивший Гэндэн кричал Сталину: «Ты, чёртов грузин, сделался новым русским царём!». По свидетельствам очевидцев, Гэндэн нанёс Сталину удар по лицу, сломал его трубку и заявил, что для Монголии будет лучше заключить союз с Японией.
Отстранение от власти и гибель
Опираясь на поддержку Сталина, его соперник Чойбалсан отстранил Гэндэна от власти на пленуме ЦК МНРП 2 марта 1936 года (вместо него на должность премьера был назначен его давний соперник Амар). Гэндэн был помещён под домашний арест, затем отправлен в Крым «на лечение». Перед арестом жил в Сочи в гостинице «Кавказская Ривьера».
17 июля 1937 года был арестован, 26 ноября приговорён к смерти и расстрелян по обвинению в шпионаже и подготовке государственного переворота в Монголии. Прах похоронен на Донском кладбище в Москве.
Реабилитация
15 декабря 1956 года Военная коллегия Верховного Суда СССР посмертно реабилитировала П. Гэндэна.
Его дочь Г. Цэрэндулам открыла Мемориальный музей жертв политических репрессий в его доме в 1993 году.